# 고현민
고현민(1987년 6월 10일 ~ )은 대한민국의 배우이다.

## 출연 작품

### 영화
- 《박수치는 로맨스》 (2017년) - 종식 역
- 《모범생》 (2017년) - 하수남 역
- 《깡치》 (2016년) - 현민 역